# Гринёв, Владимир Борисович
Влади́мир Бори́сович Гринёв (укр. Володимир Борисович Гриньов; род. 26 июля 1945, Большая Троица, Курская область) — советский и украинский политический и государственный деятель, доктор технических наук, профессор, академик Академии инженерных наук Украины, автор монографий по экономической и политической истории Украины.

## Биография
Родился 26 июля 1945 года в селе Большая Троица Курской области (ныне Большетроицкое, Шебекинский район Белгородской области) в крестьянской семье. В 1968 году окончил с отличием Харьковский политехнический институт (ХПИ) по специальности «Динамика и прочность машин». В 1972 году защитил в ХПИ кандидатскую диссертацию на тему «Некоторые вопросы оптимизации деформируемых элементов конструкций». Работал инженером, ассистентом, доцентом, профессором Харьковского политехнического института. С 1979 года заведующий кафедрой теоретической и математической физики, в 1981 году переименована в кафедру прикладной математики. В 1981 году — защитил докторскую диссертацию. В 1990 году покинул ХПИ после избрания на должность заместителя председателя Верховного Совета УССР.
В 1985 году в рамках научного обмена некоторое время работал в Высшей технической школе в Дармштадте.
Владимир Гринёв был первым кто смог, используя математический аппарат принципа максимума Понтрягина, разработать теорию и численные методы оптимального проектирования элементов конструкций машин по спектральным, динамическим и мощностным характеристикам.

### Семейное положение
Женат. Живёт в Харькове (Украина), гражданин Украины.

## Политическая карьера
Во время Перестройки Владимир Гринёв начал активно заниматься политикой. В 1989 году он был избран сопредседателем (совместно с Г. О. Алтуняном, В. С. Бойко, А. Н. Кондратенко, В. А. Щербиной) Харьковской областной организации Народного руха Украины. Вскоре он, однако, покинул эту политическую силу. Был членом КПСС, делегатом XXVII съезда КПСС и XXVII съезда КПУ, входил в Демократическую платформу в КПСС.
В начале 1990 года Владимир Гринёв был выдвинут трудовым коллективом Института проблем машиностроения АН УССР на пост депутата Верховной рады Украины по Индустриальному (№ 369) избирательному округу. 30 марта 1990 года он занял первое место (при 5 претендентах), однако не набрал более 50 % голосов. Во втором туре Гринёв был избран в депутаты, набрав 53,49 % голосов. 7 июля того же года в Верховной раде Гринёв был избран вице-спикером.
В декабре 1990 года вместе с другими членами Демплатформы в КПУ принял участие в создании Партии демократического возрождения Украины (ПДВУ), став одним из сопредседателей её Координационного Совета. Занимая либерально-демократические позиции, Гринёв выступал за приоритет не национальной, а более широкой демократической. Так, 24 августа 1991 года В. Гринёв и его единомышленники отказались поддержать Акт о провозглашении независимости Украины и выступили против запрета КПУ.
1 декабря 1991 Владимир Гринёв участвовал в президентских выборах. За него проголосовал 1 329 758 человек (4,17 %).
В конце 1991 года Владимир Гринёв принял активное участие в создании на базе ПДВУ общественно-политического объединения «Новая Украина», объединившего несколько партий и предпринимательских структур для содействия проведению на Украине рыночных реформ. Была организована одноимённая фракция в Верховной Раде, в которую вошёл в том числе и будущий 2-й президент Украины Леонид Кучма, в то время глава Украинского союза промышленников и предпринимателей. «Новая Украина» выступала в поддержку программы реформ подготовленной тогдашним вице-премьером В. Лановым.
29 июня 1993 года Владимир Гринёв в знак несогласия с политикой правительства подал в отставку с поста заместителя председателя Верховной рады Украины.
В 1993 году Владимир Гринёв стал президентом международного фонда «Деловая диаспора Украины». В середине 1993 года В. Гринёв выступил за преобразование коалиции «Новая Украина» в единую партию. Неготовность участников коалиции к объединению и личность самого Гринёва, который отличался большой симпатией к России и выступал за федерализацию Украины, не позволили этой идее реализоваться. Гринёв покидает ПДВУ и в конце октября того же года вместе с Л. Кучмой создаёт общественное объединение Межрегиональный блок реформ (МБР), который должен был объединить либеральную интеллигенцию, предпринимателей и бизнесменов. Новый блок позиционировал себя как либерально-демократический, заявлял о необходимости «шоковой терапии» и своей готовности взять на себя ответственность за реформы. На выборах в Верховную раду Украины 1994 года МБР выступил неудачно, сумев завоевать лишь 15 мандатов вместо ожидаемых 40-50. Владимир Гринёв также баллотировался в депутаты от Индустриального (№ 369) избирательного округа. В первом туре 27 марта 1994 года он получил менее 50 % голосов и 10 апреля 1994 года прошёл второй тур. Однако противник Гринёва снял свою кандидатуру и он был единственным кандидатом на выборах (75,64 % голосов). Именно факт безальтернативности голосования во втором туре стало основанием непризнания Верховной радой полномочий Гринёва. Таким образом депутатом во второй раз ему стать не удалось.
Вначале Владимир Гринёв выдвинул свою кандидатуру на досрочных президентских выборах, которые были назначены на 26 июня 1994 года, однако впоследствии снял свою кандидатуру в пользу Леонида Кучмы. После его победы В. Гринёв был назначен советником президента по вопросам региональной политики. 17 декабря 1994 года на учредительном съезде партии Межрегиональный блок реформ, позиционировавшей себя как пропрезидентская, Владимир Гринёв стал её председателем. В декабре 1997 года В. Гринёв на базе МБР создаёт предвыборный блок «Социально-либеральное объединение (СЛОн)», избирательный список которого он и возглавил. Новый блок выступал за рыночные реформы, капитализм и стратегическое партнёрство с Россией, в защиту русскоязычного населения и т. п. На парламентских выборах 1998 года Гринёв кроме того выступал и как кандидат от одномандатного избирательного округа (№ 169). Однако как и СЛОн (0,90 % голосов избирателей), так и Владимир Гринёв (3,52 % голосов избирателей) выборы проиграл и в Верховную раду опять не прошёл. В мае 1999 года Гринёв покинул партию МБР, которая через два года влилась в Народно-демократическую партию Украины.
Являлся депутатом Харьковского областного совета.
Уже будучи беспартийным, Владимир Гринёв в 1999—2001 годах активно поддерживал премьер-министра Виктора Ющенко. После его отставки и создания им в начале 2002 «Нашей Украины» (НУ), Владимир Гринёв продолжал активно поддерживать политику оппозиционеров. При этом он не был включён в избирательный список НУ и на парламентских выборах в марте 2002 года Владимир Гринёв участвовал в качестве беспартийного кандидата по одномандатному избирательному округу № 170. Выборы он проиграл, набрав лишь 8,09 % голосов избирателей.

## Научная деятельность
После неудачного участия в выборах 2002 года Владимир Гринёв ушёл на второй план в украинской политике.
С 2000 года — вице-президент МАУП по работе с региональными структурами.
С 2010 года — заведующий кафедрой «Теоретической и строительной механики» в Харьковском национальном университете строительства и архитектуры.
Занимается научной, литературной и преподавательской деятельностью.

### Избранные труды
- Гринёв В. Итоги и уроки десятилетия независимости Украины. — Киев: МАУП, 2001. — 36 с. — ISBN 966-608-099-0
- Гринёв В., Гугель А. Потерянное десятилетие — контуры новейшей политической и экономической истории Украины. — Киев: МАУП, 2001. — 432 с. — ISBN 966-608-141-5